# 13-й піхотний полк (Австро-Угорщина)
13-й Галицький піхотний полк графа Гуідобальда Старемберга (нім. Galizisches Infanterieregiment Nr. 13, 13 IR.) — піхотний полк Спільної армії Збройних сил Австро-Угорщини.

## Історія
Полк було створено в італійському місті Комо в 1814 році з полків італійської армії (з полку королівської гвардії, 1-го полку добровольців і 1-го лінійного полку) в результаті контролю Австрією Ломбардо-Венеційським королівством. Був «першим австро-італійським полком». Згодом отримав номер 13.
Постійним округом поповнення полку був район Падуї біля Венеції. Внаслідок втрати Австрією Венеції цей полк у 1867 році був переведений в Королівство Галичини і Володимирії в один з районів Кракова.
Полк зазвичай називали полком «краківських дітей», а під час Першої світової війни в його лавах діяла польська таємна незалежницька організація, яка підтримувала контакти з польськими легіонами (включаючи офіцерів Яна Рудольфа Габриша, Міхала Гражинського, Яна Гребенду).
В 1873–1888 рр. полк мав назву «графа Хьона», з 1888 р. — «графа Гуідобальда Старемберга».
Штаб–квартири: Відень (1873), Краків (? –1911), Опава (1911—1914). Округ поповнення № 13 — Краків, на території 1 армійського корпусу.
Полкове свято відзначалося 27 червня.

## Склад
- 1-й батальйон: (1903—1908: Краків; 1909: Мостар; 1910—1914: Бельсько-Бяла);
- 2-й батальйон: (1903—1911: Краків; 1912—1914: Опава);
- 3-й батальйон: (1903—1911: Краків; 1912—1914: Опава);
- 4-й батальйон: (1903: Бельсько-Бяла; 1904—1908: Неполомиці; 1909—1914: Краків).

Національний склад (1914):
- 82 % — поляки;
- 18 % — інші національності.[3]

## Почесні шефи
- 1861—1870: фельдмаршал-лейтенант Йозеф фон Бамберг;
- 1871—1873: фельдцейхмейстер Карл фон Балтін;
- 1873—1889: фельдцейхмейстер Йоганн Карл Хьон;
- 1901—1904: Шмідт;
- 1904: Юнг-Стархемберг.

## Командування
- ? –1904: полковник Отто Мейкснер;
- 1905—1908: полковник Альфред Рітт фон Раффай;
- 1909—1910: полковник Адольф Шмукер;
- 1911—1912: полковник Станіслав Гживінський;
- 1913—1914: полковник Джозеф Крассер.[3]

## Підпорядкування
У 1914 році полк входив до складу 10-ї піхотної бригади 5-ї піхотної дивізії.

## Однострій

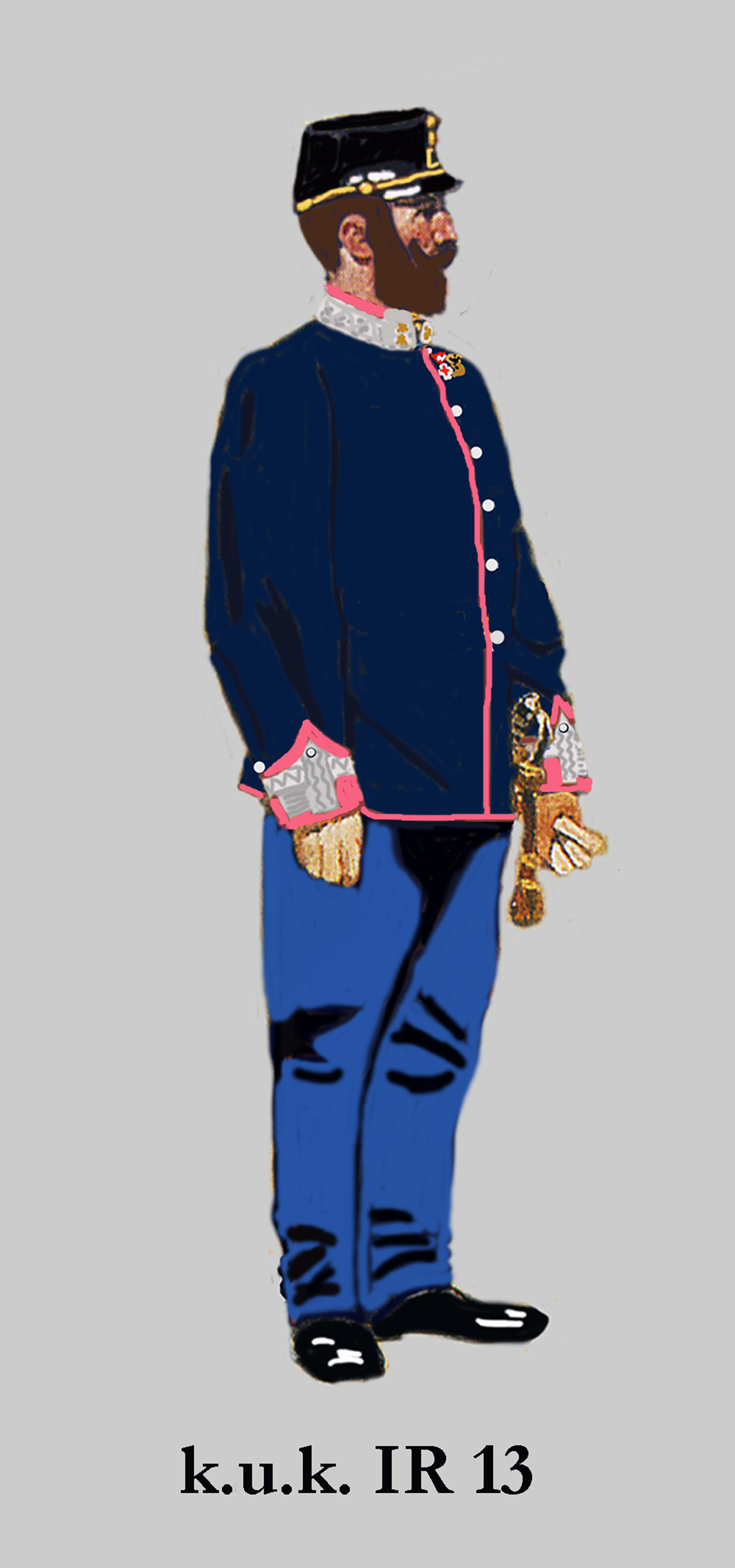
Оберст-лейтенант 13-го піхотного полку
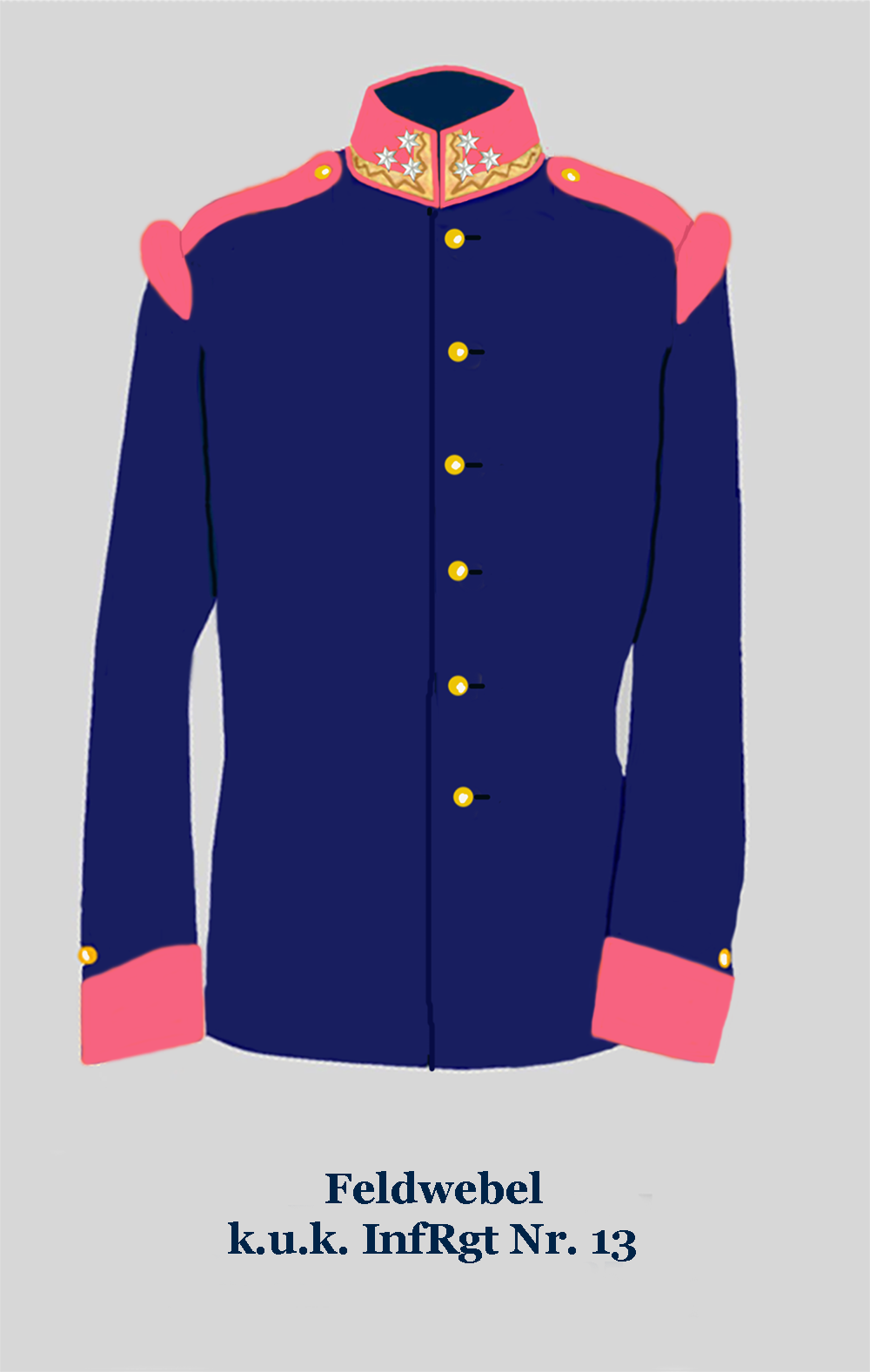
Мундир фельдфебеля 13-го піхотного полку

## Галерея

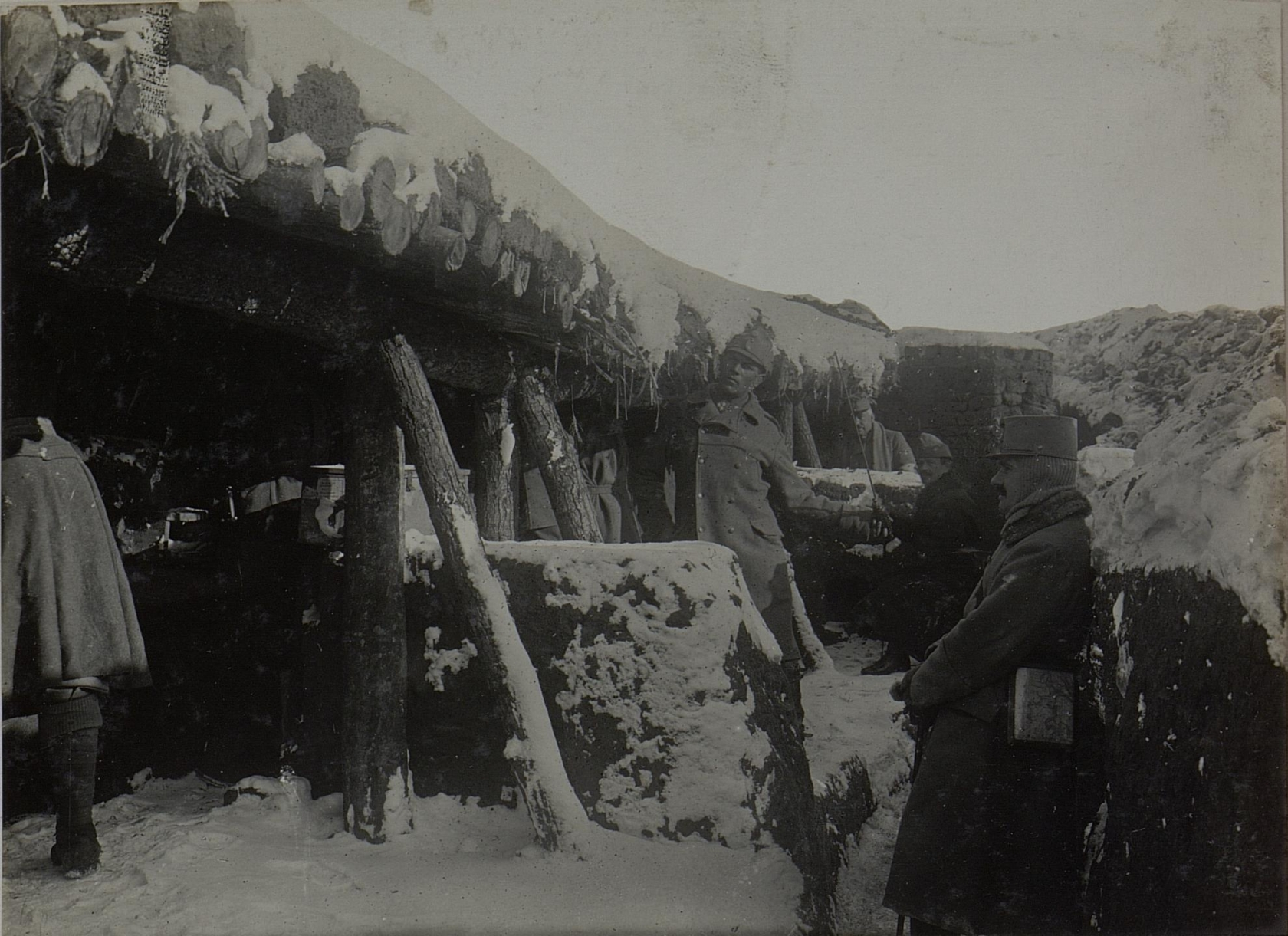
Бійці полку на позиціях, 1915–1916.
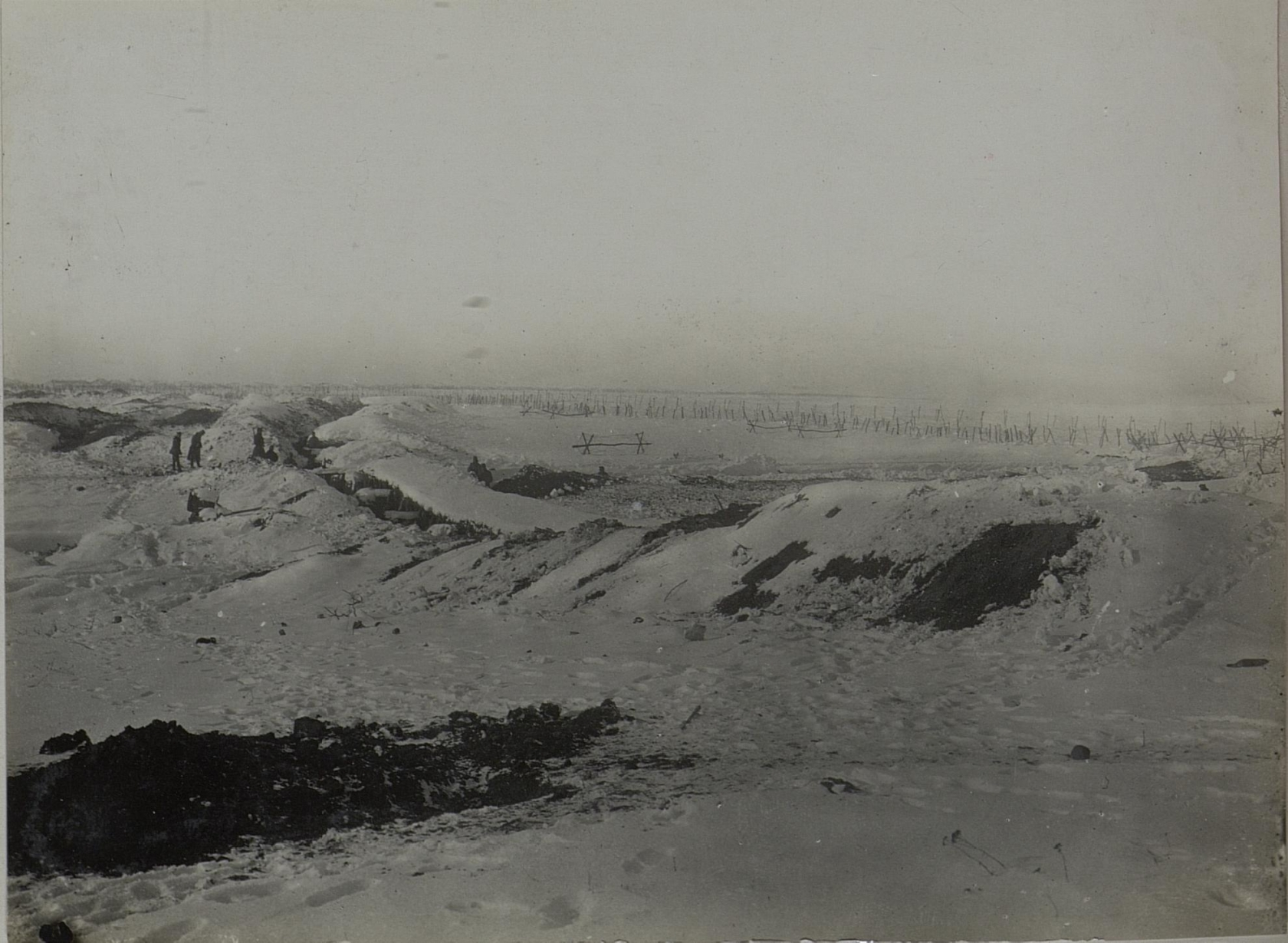
Позиції полку, 1915–1916.
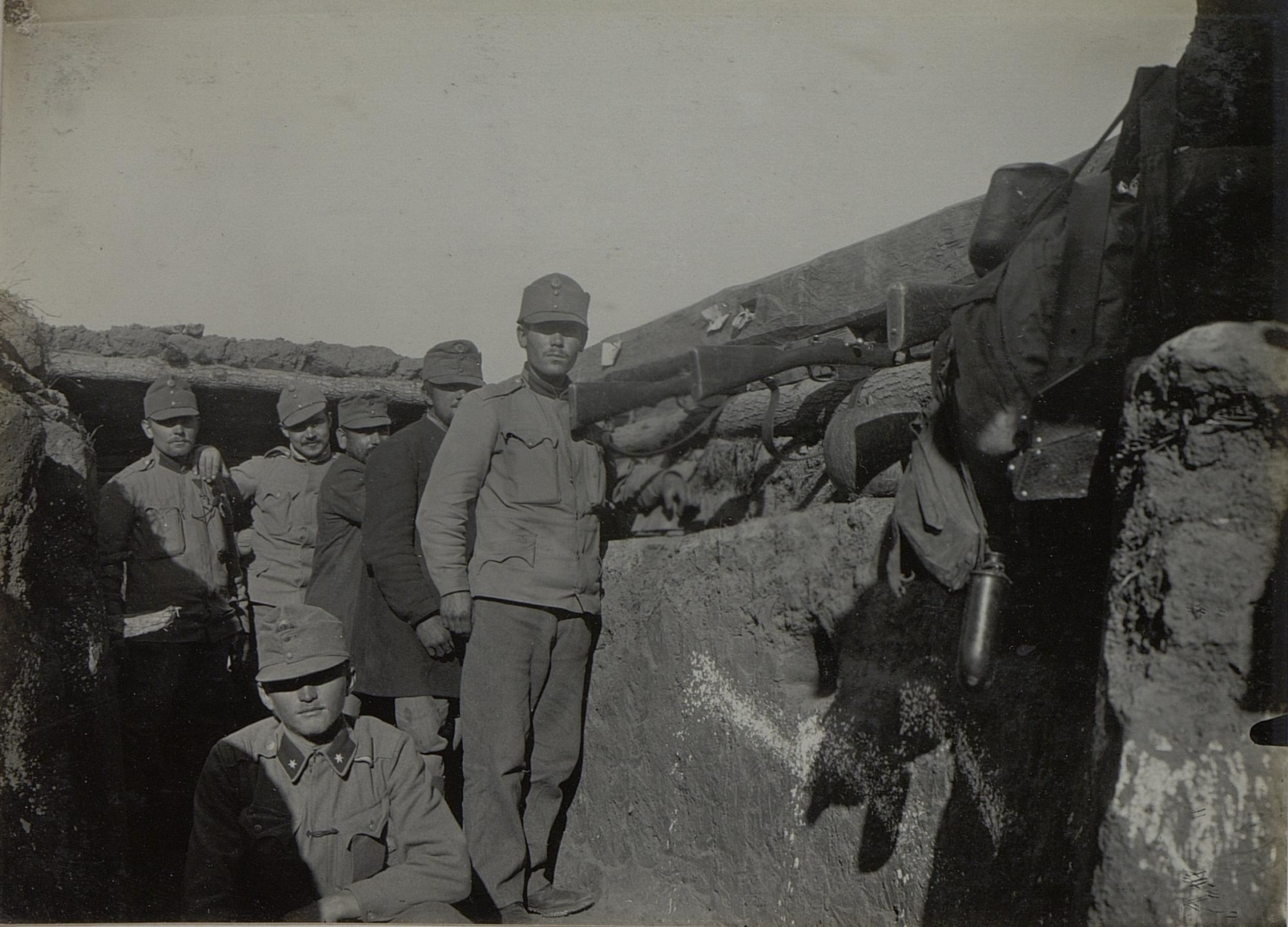
Бійці на вогневій позиції, 1915–1916.
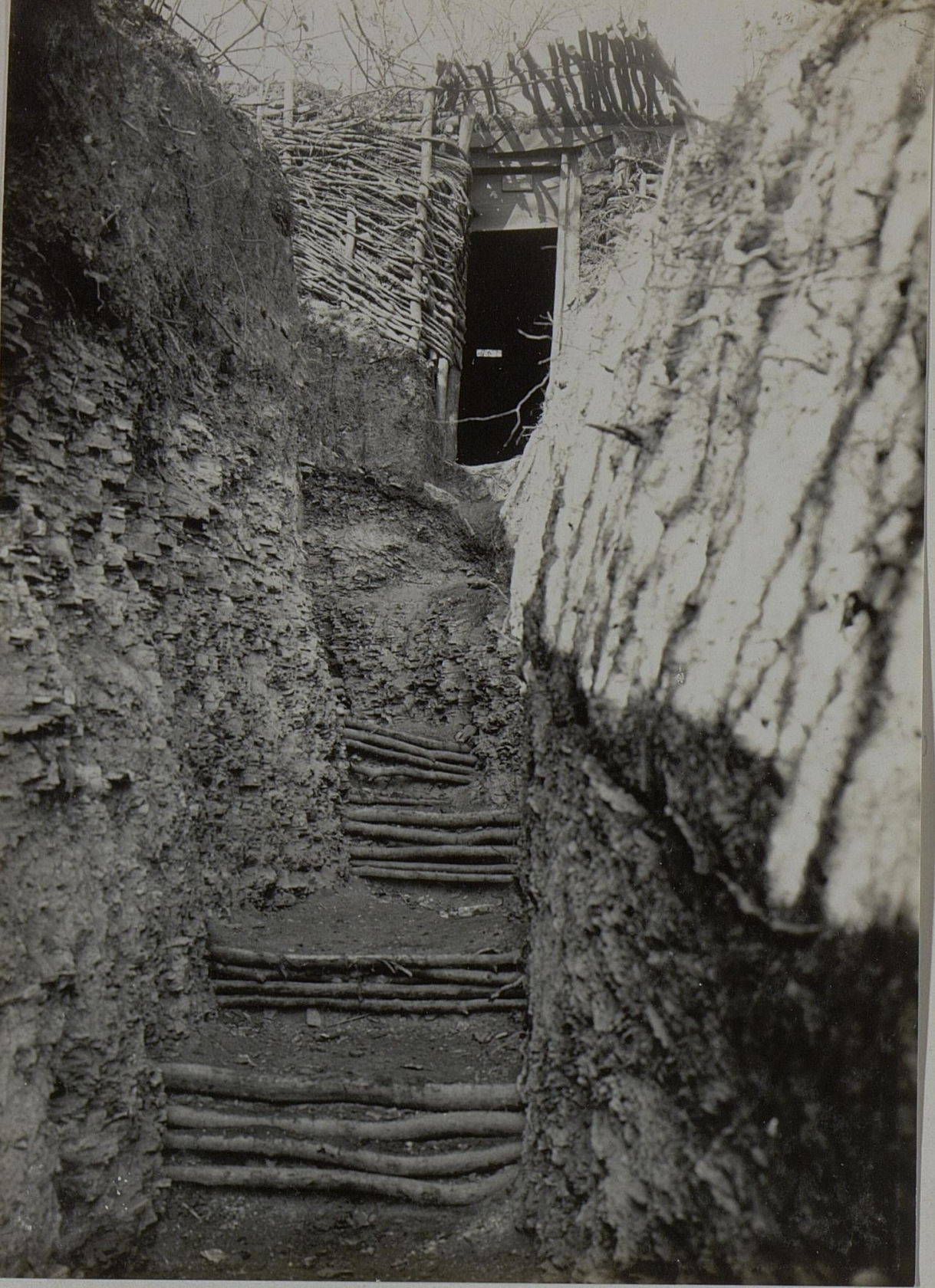
Окопи 13-го піхотного полку, 1915–1916.
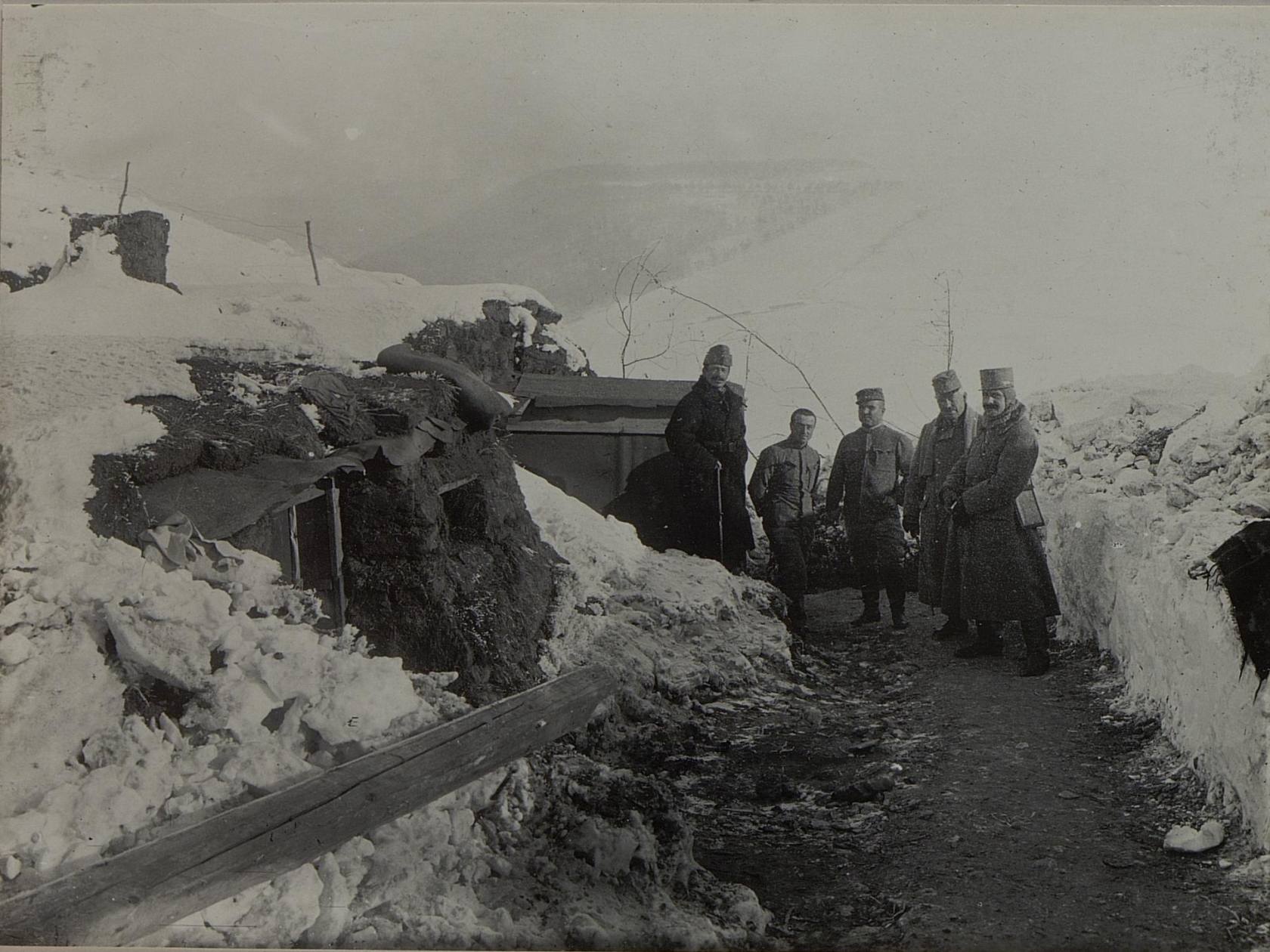
Командування одного з батальйонів полку на позиціях, 1915–1916.
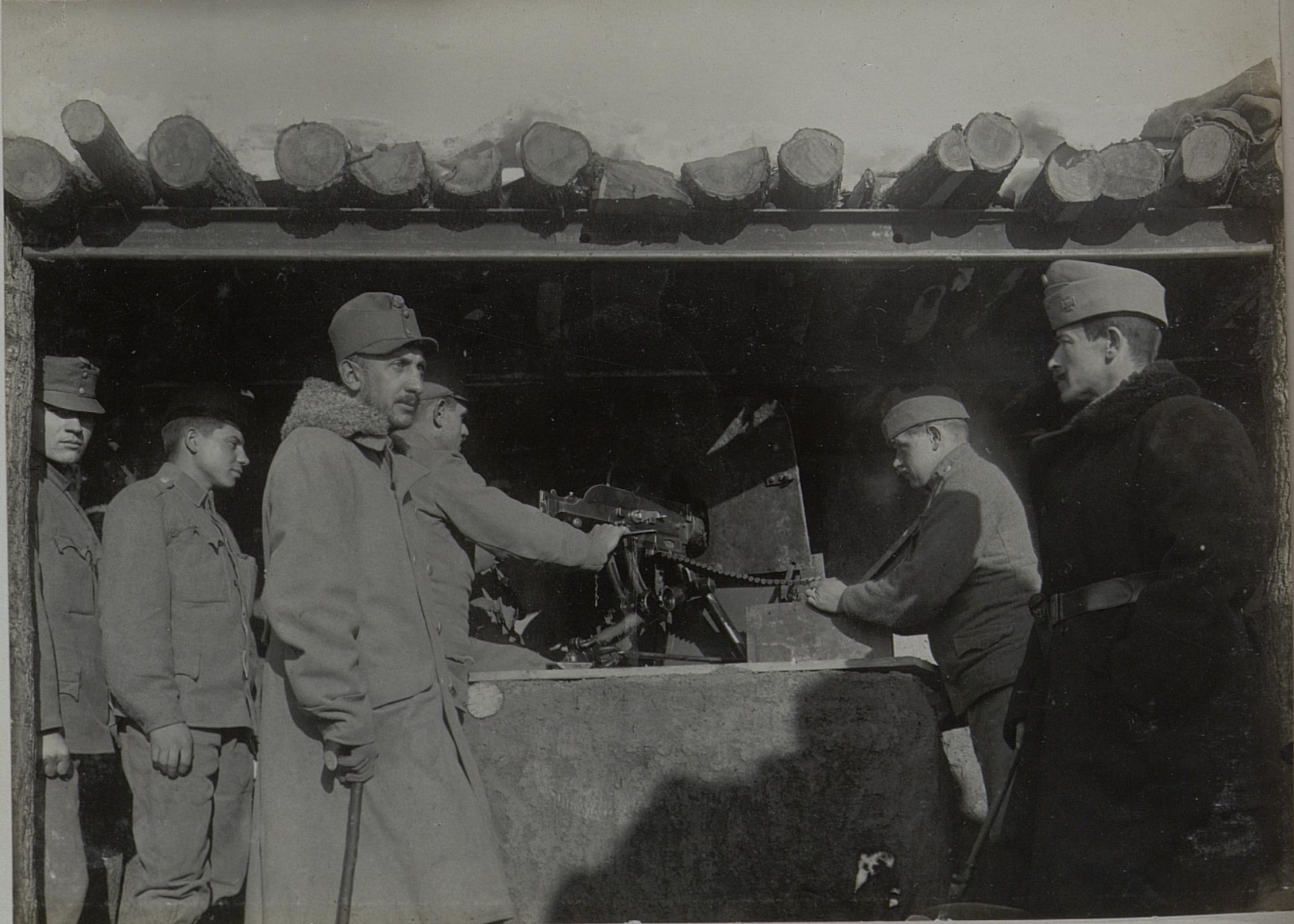
Кулеметне відділення, 1915–1916.